# Brie Larson
Brie Larson, egentligen Brianne Sidonie Desaulniers, född 1 oktober 1989 i Sacramento, Kalifornien, är en amerikansk skådespelare och filmregissör.  

## Biografi
Larson föddes 1989 i Sacramento, Kalifornien som dotter till Heather och Sylvain Desaulniers. Hennes föräldrar var homeopatiska kiropraktorer. Hennes far är fransk-kanadensisk och under sin barndom talade Larson franska som sitt första språk. Hon var främst hemundervisad. Eftersom hennes efternamn var svårt att uttala antog hon artistnamnet Larson från sin svenska gammelmormor och från en amerikansk docka hon fick som barn.

## Karriär
Larson är främst känd för sina roller i långfilmer som Scott Pilgrim vs. the World och 21 Jump Street samt i TV-serien United States of Tara och som Carol Danvers i Marvel filmen Captain Marvel. Som musiker har Larson släppt albumet Finally Out of P.E. i oktober 2005.
Vid Golden Globe-galan 2016 vann Larson pris i kategorin Bästa kvinnliga huvudroll (drama) för rollen som Joy "Ma" Newsome i Room. För samma roll vann hon även en Oscar för bästa kvinnliga huvudroll vid Oscarsgalan 2016.
Larson nämndes av Time Magazine som en av de 100 mest inflytelserika människorna i världen år 2019.
Larson har skrivit och medregisserat två kortfilmer. Hon gjorde sin regidebut med filmen Unicorn Store (2017).

## Filmografi (i urval)
- 2004 – 13 snart 30
- 2004 – Pyjamaspartyt
- 2006 – Uppdraget
- 2007 – Remember the Daze
- 2010 – Greenberg
- 2010 – Scott Pilgrim vs. the World
- 2011 – The Trouble with Bliss
- 2011 – United States of Tara (TV-serie)
- 2011 – Rampart
- 2012 – 21 Jump Street
- 2013 – Don Jon
- 2013 – Short Term 12
- 2013 – The Spectacular Now
- 2013–2014 – Community (TV-serie)
- 2015 – Trainwreck
- 2015 – Room
- 2017 – Kong: Skull Island
- 2017 – The Glass Castle
- 2017 – Unicorn Store
- 2019 – Captain Marvel
- 2019 – Avengers: Endgame
- 2019 – Just Mercy
- 2019 – Between Two Ferns: The Movie
- 2023 – Fast X
- 2023 – The Marvels